# 神戸市立春日野小学校
神戸市立春日野小学校（こうべしりつ かすがのしょうがっこう）は、兵庫県神戸市中央区宮本通7丁目にある公立小学校。

## 沿革
出典
- 1948年（昭和23年）4月1日 - 神戸市立脇浜小学校・神戸市立宮本小学校（旧）・神戸市立筒井小学校を統合し、旧筒井小学校校地に開校。
- 1949年（昭和24年）9月1日 - 木造校舎12教室落成式挙行。
- 1951年（昭和26年）6月13日 - 校舎北道路拡張整備完了。
- 1953年（昭和28年）4月9日 - 神戸市立宮本小学校（新）を分離。
- 1954年（昭和29年）4月8日 - 宮本小学校第二次校区変更による離別式挙行。
- 1955年（昭和30年）6月14日 - 木造校舎4教室増築落成式挙行。
- 1957年（昭和32年）2月13日 - 鉄筋校舎6教室増築落成式挙行。
- 1958年（昭和33年）6月7日 - 校歌制定。はじめて校章旗を掲げる。
- 1959年（昭和34年）4月1日 - 鉄筋校舎4教室増築落成式挙行。
- 1961年（昭和36年）3月10日 - 講堂ステージ改造工事完成。
- 1962年（昭和37年）8月29日 - 新校舎鉄筋2階建4教室竣工。
- 1963年（昭和38年）8月31日 - 本館塗装工事完了。
- 1967年（昭和42年）
  - 4月26日 - 東校舎4教室が火災により焼失。
  - 8月30日 - 体育倉庫新築。
- 1969年（昭和44年）3月 - 学習園に教材池新設。
- 1970年（昭和45年）5月30日 - 北校舎増築完成。
- 1972年（昭和47年）
  - 1月11日 - 北校舎改築工事が完成し、祝賀式挙行。
  - 7月8日 - 仮設プール新設し、本校での水泳指導が始まる。
- 1977年（昭和52年）2月20日 - 家庭科室設置。
- 1979年（昭和54年）10月16日 - 校地内西側に学習園造成。
- 1982年（昭和57年）6月23日 - 学習池・うさぎ小屋改修。
- 1987年（昭和62年）8月 - 「みなくるランド」設置。きん舎と学習池及び花壇を改修。
- 1989年（平成元年）3月13日 - 昭和63年度卒業記念ブロンズ彫刻像「翔」除幕式挙行。
- 1990年（平成2年）4月11日 - プール浄化槽倉庫完成。
- 1991年（平成3年）10月18日 - 絵本の図書室「えほんのくに」完成。
- 1995年（平成7年）
  - 1月17日 - 午前5時46分、阪神・淡路大震災が発生。臨時休校となり、校地を被災住民の避難所とする。避難者は最大時で約2,000人。本校の被害は、北校舎1階3教室床が抜け、渡り廊下の継ぎ目がずれた。
  - 2月13日 - 授業再開。
  - 3月24日 - 避難住民が講堂を一時開放することにより、第47回卒業式が無事行われる。
  - 8月20日 - 避難所解消。
  - 9月26日 - 待機所全面解消。
  - 11月24日 - 校舎の復旧工事が終了。
- 1996年（平成8年）
  - 2月17日 - 震災1周年文集「あの日を忘れずに」を発行。
  - 6月13日 - 震災復旧工事完了。
  - 7月9日 - コンピュータルーム完成。
  - 12月26日 - 総合遊具「わくわくランド」完成。
- 1997年（平成9年）
  - 4月30日 - 創立50周年記念資料室設置し、名称を「みんなの歴史館」と決定。
  - 11月19日 - 創立50周年を祝う会開催。
  - 11月23日 - 創立50周年記念式典を挙行。
- 1999年（平成11年）3月1日 - 講堂に校歌額取付。
- 2000年（平成12年）7月5日 - コンピュータルームへのインターネット接続工事完了。
- 2001年（平成13年）
  - 7月7日 - 正門にカメラ付インターホン設置。
  - 8月28日 - 兵庫県警緊急通報装置（県警ホットライン）設置。
- 2005年（平成17年）
  - 8月31日 - クラブハウス工事完成。
  - 12月2日 - 平和学習折り鶴集会開催（大日商店街から6433羽の折鶴をいただく）。
- 2007年（平成19年）3月12日 - 「防災と備えの絵本」完成披露と贈呈式を行った。
- 2008年（平成20年）6月7日 - 職員室と校長室の窓枠アルミサッシ付け替え工事。
- 2009年（平成21年）
  - 5月16日 - 新型インフルエンザによる神戸市一斉臨時休校（～5月22日）。
  - 7月21日 - 臨時休校の回復措置のため授業を実施（～7月23日までの3日間）。
- 2011年（平成23年）7月1日 - 本館改修工事。
- 2017年（平成29年）11月3日 - 創立70周年記念式典挙行。
- 2019年（令和元年）6月10日 - 校舎建て替え保護者説明会開催。
- 2020年（令和2年）
  - 2月8日 - 家庭科室空調設置工事。
  - 2月26日 - この日から2月29日まで、建て替え説明会を開催。
  - 3月12日 - ICT機器設置。
  - 4月8日 - 新型コロナウイルス感染症拡大防止のため臨時休業（～5月31日）。
  - 5月25日 - この日から5月28日まで、登校可能日（A･B班）とした。
  - 6月1日 - 学校再開（A･B班）。
  - 6月9日 - 簡易給食開始。
  - 6月15日 - 全員登校再開し、通常給食も開始。
- 2021年（令和3年）3月11日 - この日から3月13日まで、建替説明会開催。
- 2023年（令和5年）7月 - 校舎再整備工事開始[2]。
- 2027年（令和9年）3月16日 - この日までに校舎再整備完成（予定）[3]。

## 校区
- 神戸市中央区
  - 吾妻通1丁目、大日通6 - 7丁目、神若通1 - 2丁目、北本町通1丁目、国香通1 - 2丁目、坂口通6 - 7丁目、東雲通1 - 2丁目、筒井町1 - 3丁目、日暮通1丁目、旗塚通1 - 2丁目、宮本通6 - 7丁目、南本町通1丁目、八雲通1丁目、若菜通1 - 2丁目、脇浜町3丁目（5～6番）、割塚通6 - 7丁目

## 進学先中学校
- 神戸市立葺合中学校

## 周辺
- 高法寺 - 敷地が隣接（西側）。
- 春日野公園 - 敷地が隣接（北側）。
  - 上記以外の寺院や公園も点在。
- かすがの坂商店街
- 大日商店街
- 中西市場
- 大安亭市場
- 神戸春日野郵便局
- 葺合郵便局
- 阪急神戸本線春日野道駅
- JR東海道本線（JR神戸線） - 線路は阪急神戸本線と並走するが、最寄り駅は離れている。

## 交通アクセス
国体道路（神戸市道）沿いにある正門まで
- 阪急電鉄神戸本線春日野道駅（東口）から、徒歩約220m・約3分。
- なお、学校ホームページ内「アクセス」には記載が無いが、以下の交通機関でのアクセスも可能。
  - 神戸市バス「101」系統で、
    - 「阪急春日野道」停留所（三宮行のみ）から、徒歩約270m・約4分。
    - 「日暮通2丁目」停留所（HAT神戸行のみ）から、徒歩約730m・約11分。
      - なお、市バス101系統は、 阪急春日野道駅付近では、往路と復路で運行ルートが異なる。

  - JR西日本
    - 東海道本線（JR神戸線）灘駅（北口2）から、徒歩約1km強・約16分（最短ルート移動した場合）。
    - 山陽新幹線新神戸駅から、徒歩約1.4km・約21分。

## 通学区域が隣接している学校
- 神戸市立雲中小学校
- 神戸市立中央小学校
- 神戸市立なぎさ小学校
- 神戸市立宮本小学校